# Władza wykonawcza
Władza wykonawcza, egzekutywa – jedna z władz określonych w koncepcji podziału władz, jest władzą bezpośrednio zarządzającą sprawami państwa. Sprawują ją rząd i głowa państwa (prezydent, monarcha, organ kolegialny). Wyznacza kierunki rozwoju państwa, ustala instrumenty prowadzenia polityki państwowej, wybiera strategię jej realizacji. Egzekutywa umożliwia stosowanie ustawodawstwa wprowadzanego przez legislatywę. 

## Modele władzy wykonawczej
- Monizm egzekutywy - władza wykonawcza należy do głowy państwa, funkcje głowy państwa i szefa rządu są skoncentrowane w jednej osobie. Model ten występuje w systemach prezydenckich, np. w Stanach Zjednoczonych, Meksyku.
- Dualizm egzekutywy - podział władzy wykonawczej między głowę państwa a rząd - typowy dla systemów parlamentarnych (np. Polska, Francja, Niemcy).

Dualistyczna egzekutywa może przybrać formę:
- Egzekutywa wewnętrznie zbalansowana -  głowa państwa i rząd z premierem są niezależnymi, ale politycznie aktywnymi ośrodkami, dążącymi do realizacji własnych koncepcji. Możliwe zjawisko kohabitacji.
- Egzekutywa wewnętrznie niezbalansowana - jej trzonem jest rząd kierowany przez premiera, pozycja głowy państwa pozostaje ograniczona. [1]

## W Polsce
W Rzeczypospolitej Polskiej organami egzekutywy są Prezydent Rzeczypospolitej Polskiej i Rada Ministrów (wraz z Prezesem Rady Ministrów), jako organy konstytucyjne Rzeczypospolitej Polskiej. Jednak do władzy wykonawczej zalicza się również organy administracji rządowej.
Organem władzy wykonawczej jest także Krajowa Rada Radiofonii i Telewizji, umocowana w Konstytucji RP ma prawo wydawania rozporządzeń.
Kodeks wyborczy ustanawia Państwową Komisję Wyborczą jako szczególny (sui generis) organ władzy wykonawczej. PKW, jako organ pozakonstytucyjny, nie ma prawa do wydawania rozporządzeń, jej wytyczne są wiążące tylko dla organów wyborczych niższego szczebla.